# Vågspel (skulptur)
Vågspel är en fontänskulptur på Campustorget mellan MIT-huset och Universumhuset på Umeå universitets campus.
Skulpturen beställdes av Statens konstråd i samband med uppförandet av MIT-huset.
Konstverket är placerat mitt i en åttakantig bassäng och består av fyra vågformade bronspelare, som omger en mittpelare av rostfritt stål utefter vilken vatten rinner. På sommaren är Vågspel en fontänskulptur, på vintern ett illuminerat verk belyst av starka strålkastare. Tre trappsteg runt bassängen fungerar som sittplatser.
Förebilder till verket kan sökas i medeltida torgbrunnar och den egyptiska kulturens obelisker.